# ワレン・バルギル
ワレン・バルギル（Warren Barguil、1991年10月28日 - ）は、フランス、エンヌボン出身の自転車競技（ロードレース）選手。「ワラン・バルギル」と表記されることもある。

## 来歴

### 2009年
- フランス選手権・ジュニア部門　個人ロードレース 優勝

### 2011年
- ツール・ド・ラブニール 区間1勝（第7）

### 2012年
- 若手の登竜門、ツール・ド・ラブニールで総合優勝&ポイント賞&山岳賞と圧勝を飾る。

### 2013年
- ルント・ウム・ケルン 4位
- ブエルタ・ア・エスパーニャでは、ネオプロとは思わせない走りを見せ、区間2勝という成績を残した。

### 2017年
- ツール・ド・フランス　総合10位、 山岳賞、 総合敢闘賞
  - 第9ステージで山岳ポイント地点トップ通過を2回果たし、ステージでは惜しくもリゴベルト・ウランに敗れたものの、山岳賞を獲得。悔しさをバネにフランス革命記念日に行われた第13ステージではナイロ・キンタナ、アルベルト・コンタドール、ミケル・ランダとのスプリントを制し自身初のツールステージ優勝を飾る。さらに名峰イゾアール峠への頂上フィニッシュとなった第18ステージで先行するダルウィン・アタプマを残り1kmで千切りステージ優勝。同時に山岳賞獲得を確定させ、総合10位でフィニッシュ。総合敢闘賞も獲得した。

### 2019
- フランス選手権　個人ロードレース 優勝

### 2021
- ツール・デュ・リムザン  総合優勝

### 2022
- ティレーノ〜アドリアティコ 区間優勝（第5ステージ）
- グラン・プレミオ・ミゲル・インドゥライン 優勝

### 2024
- 古巣であるチームDSM・フィルメニッヒ・ポストNLに3年契約で加入した。